# Al Coleman
Albert L. „Al“ Coleman (*  18. August 1927 in Indianapolis; † Februar 2024) war ein US-amerikanischer Jazzmusiker (Schlagzeug) und Clubbetreiber.

## Leben und Wirken
Coleman wuchs in Indianapolis auf; er absolvierte die Crispus Attucks High School, um anschließend das das McArthur Conservatory und das Arthur Jordan Conservatory of Music an der Butler University zu besuchen. Albert war wie sein Vater Alvia ein versierter Schlagzeuger. Während seiner frühen Karriere spielte er mit Musikern wie Jimmy Coe, Duke Hampton, den Montgomery-Brüdern und Leroy Vinnegar. Mit Henry D. Cain am Piano und Will Scott am Bass bildete er das Jazztrio 3 Souls, das an mehreren Veranstaltungsorten in Indianapolis auftrat, darunter der Cactus Club, der Cotton Club und A Place to Play. Sie veröffentlichten 1959 mehrere Singles auf dem Label Note wie „Tightenin’ Up“ / „Sinful“, während eine für Argo aufgenommene LP unveröffentlicht blieb. Im Bereich des Jazz war er laut Tom Lord zwischen 1960 und 1962 an drei Aufnahmesessions beteiligt.
Hauptberuflich betrieb Coleman mehrere Unternehmen, darunter eine Verkaufsautomatenfirma. Mit Robert Smith eröffnete er 1969 das Motel Cole-Smith Manor. Später verkaufte Smith seinen Anteil an der Partnerschaft an Coleman, der sie als Familiengeschäft betrieb. Ebenfalls in diesem Jahr kaufte er die British Lounge, einen Nachtclub in der Indiana Avenue. Er renovierte ihn und eröffnete ihn als Al’s British Lounge erneut. Mit zwei neuen Musikern gründete er die Gruppe Al’s Three Souls.
Im Jahr 2020 wurde Coleman von der Jazz Journalists Association als Jazz Hero ausgezeichnet.